# Риманова субмерсия
Риманова субмерсия — субмерсия между римановыми многообразиями,
которая инфинитезимально является ортогональной проекцией.

## Определение
Пусть {\displaystyle (M,g)} и {\displaystyle (N,h)} — римановы многообразия.
Гладкое отображение {\displaystyle f\colon (M,g)\to (N,h)} называется римановой субмерсией, если для любой точки {\displaystyle x} существует изометрическое линейное вложение {\displaystyle \imath _{x}\colon T_{f(x)}N\to T_{x}M} такое, что {\displaystyle \imath _{x}\circ d_{x}f} есть ортогональная проекция. Здесь {\displaystyle d_{x}f} обозначает дифференциал отображения {\displaystyle f} в точке {\displaystyle x}.
Для вектора {\displaystyle X\in T_{f(x)}} вектор {\displaystyle {\overline {X}}=\imath _{x}(X)} называется горизонтальным поднятием {\displaystyle X}.

## Формула О’Нэйла
Пусть {\displaystyle f\colon N\to M} — риманова субмерсия.
Тогда для любых векторных полей {\displaystyle X}, {\displaystyle Y} на {\displaystyle M}, значение тензора кривизны {\displaystyle R_{M}} можно вычислить, используя формулу О’Нэйла
{\displaystyle \langle R_{M}(X,Y)V,W\rangle =\langle R_{N}({\overline {X}},{\overline {Y}}){\overline {V}},{\overline {W}}\rangle +{\tfrac {1}{2}}\langle [{\overline {X}},{\overline {Y}}]^{V},[{\overline {V}},{\overline {W}}]^{V}\rangle +{\tfrac {1}{4}}\langle [{\overline {X}},{\overline {V}}]^{V},[{\overline {Y}},{\overline {W}}]^{V}\rangle -{\tfrac {1}{4}}\langle [{\overline {X}},{\overline {W}}]^{V},[{\overline {Y}},{\overline {V}}]^{V}\rangle }.
где {\displaystyle {\overline {X}},{\overline {Y}},{\overline {V}},{\overline {W}}} — горизонтальные поднятия полей {\displaystyle X,Y,V,W} соответственно, {\displaystyle [{\overline {X}},{\overline {Y}}]^{V}} — вертикальная составляющая скобки Ли векторных полей {\displaystyle {\overline {X}},{\overline {Y}}} на {\displaystyle N}.
В частности,
{\displaystyle \langle R_{M}(X,Y)Y,X\rangle =\langle R_{N}({\overline {X}},{\overline {Y}}){\overline {Y}},{\overline {X}}\rangle +{\tfrac {3}{4}}\left|[{\overline {X}},{\overline {Y}}]^{V}\right|^{2}},

## Замечания
- {\displaystyle [{\overline {X}},{\overline {Y}}]^{V}} является тензором, то есть его значение в точке зависит только от значений горизонтальных векторов {\displaystyle {\overline {X}}} и {\displaystyle {\overline {Y}}} в этой точке.

## Следствия
- Абсолютная величина {\displaystyle [{\overline {X}},{\overline {Y}}]^{V}} в точке {\displaystyle p\in N} зависит только от точки {\displaystyle p} и значений {\displaystyle X} и {\displaystyle Y} в точке {\displaystyle f(p)}.
- Если тотальное пространство римановой субмерсии имеет секционную кривизну {\displaystyle \geqslant \kappa }, то то же верно и для его базы.

## Вариации и обобщения
- Субметрия — 1-липшицево и 1-колипшицево отображение между метрическими пространствами.